# ビーエーエス (国立市の企業)
株式会社ビーエーエス（英文社名：BAS Co., Ltd.）は、東京都国立市に本社を置く企業。本社のある多摩地域を中心に東京都と神奈川県で、携帯電話・スマートフォンのキャリアショップ・修理店を運営するほか、フランチャイズにより「サブウェイ」の店舗を展開する。
本社は、谷保駅に近い国立市富士見台2丁目に所在する。社名の「ビーエーエス (BAS) 」は「Buying And Selling」に由来する。

## 概要
1989年2月16日に会社設立。1997年に東京デジタルホン（現：SoftBank）が「J-PHONE」ブランドを使用開始するが、当社は本社のある国立市に2001年に「J-PHONE Shop 国立店」を開店し、携帯電話キャリアショップに参入。2005年にはKDDI系の「auショップ 聖蹟桜ヶ丘店」を開店した。
その後は日本サブウェイのフランチャイジーとしてファーストフード事業に進出し、2009年10月に同社のサブウェイ1号店としてダイヤモンドシティ・ミュー（2006年開業、現：イオンモールむさし村山）に「サブウェイ むさし村山ミュー店」を出店。同年12月には聖蹟桜ヶ丘駅前（auショップ聖蹟桜ヶ丘店の近隣）に「TSUTAYA 聖蹟桜ヶ丘店」を出店し、レンタルCD・DVD事業を開始した。
2025年3月現在、モバイル事業部がキャリアショップ5店と、2015年に竣工した自社ビル内で携帯電話・スマートフォン販売店「テルテルショップ国立谷保本店」を運営する。また、フード事業部がサブウェイ店舗を9店運営する。
過去には、レンタル事業部がTSUTAYA店舗の運営を、マンション・テナント事業部が自社ビルや国立市周辺の賃貸物件の斡旋を行っていた。

## 店舗

### サブウェイ
- サブウェイ イオンモールむさし村山店[4][7] - 2009年10月開店[1]。
- サブウェイ 三和座間東原店[4][8] - 2011年11月開店[1]。
- サブウェイ ぐりーんうぉーく多摩店[4][9] - 2013年7月開店[1]。
- サブウェイ 千駄ヶ谷店（路面店）[4][10] - 2013年11月リニューアルオープン[1]。
- サブウェイ イオン相模原店[4][11] - 2014年10月開店[1]。
- サブウェイ ららぽーと海老名店[4][12] - 2015年10月開店[1]。
- サブウェイ 国立富士見台店（路面店）[4][13] - 2015年12月開店[1]。路面店。
- サブウェイ 横浜センター北店（ショッピングタウンあいたい2階）[4] - 2016年4月、株式会社アークより継承[1]。
- サブウェイ 国分寺マルイ店（セレオ国分寺地下1階）[4][14] - 2016年11月開店[1]。

#### 過去の店舗
- サブウェイ モリタウン昭島店[15] - 2010年12月開店[1]。
- サブウェイ イオンモール大和店[16] - 2011年4月開店、2017年1月閉店[1]。
- サブウェイ イオンつきみ野店[17] - 2011年11月開店[1]。
- サブウェイ イオンモール東久留米店[18] - 2011年11月開店[1] - 2013年4月開店[1]、2015年に国分寺北口店へ移転[1]。
- サブウェイ 三和京王堀之内店（ビア長池1階）[19] - 2014年2月開店[1]。
- サブウェイ 国分寺北口店（国分寺駅北口、路面店）[20] - 2015年4月24日開店[21][22]（イオンモール東久留米店より移転）[1]、2018年4月1日閉店[22]。
  - 跡地には洋菓子店「パティスリー リブレゾン」が居抜き出店[22]。
- サブウェイ パオレ南大沢店（パオレ4階）[4] - 2012年8月9日開店[1][23]、2022年9月30日閉店[24]。
  - 跡地にはモスバーガー パオレ南大沢店[25]が2023年3月15日に居抜き出店[26][27]。店舗面積が狭いため「メニュー縮小店舗」として営業[28]。
- サブウェイ イオンモール日の出店[4] - 2010年6月開店[1]、2017年2月より改装のため休業、同年4月に3階フードコートにリニューアルオープン[1]。2023年1月31日閉店[29]。
- サブウェイ イオン橋本店[4] - 2012年6月開店[1]。株式会社シュベール（東京都練馬区）へ移管[30]、店舗は現存する[31][32]。

### 携帯ショップ
キャリアショップ
- auショップ 聖蹟桜ヶ丘店[3] - 2005年3月開店[1]。
- SoftBank 国立店[3] - 2015年9月移転オープン、2017年11月移転リニューアルオープン[1]。
- SoftBank 国立富士見台店[3] - 2015年10月開店[1]。
- SoftBank 国分寺府中街道店[3] - 2019年3月リニューアルオープン[1]。
- SoftBank 国分寺店[3] - 2020年8月リニューアルオープン[1]。

自社ブランド
- テルテルショップ 国立谷保本店[3] - 2015年10月竣工の自社ビル1階で運営[1]。

#### 過去の店舗
- J-PHONE Shop 国立店 - 2001年開店。最初の携帯ショップ[1]。
- Y!mobile 国立南口店 - 2019年8月リニューアルオープン[1]。
- SoftBank 国分寺北町店[3] - 2020年3月リニューアルオープン[1]（Y!mobile 国分寺店をリブランド）。
- Re:Smart国立谷保店[3] - 2017年1月開店[1]。テルテルショップ内のiPhone修理専門店。

### TSUTAYA

#### 過去の店舗
- TSUTAYA 国分寺店 - 2010年7月開店[1]。
- TSUTAYA 国立富士見台店 - 2015年10月移転オープン[1]。TSUTAYA 国立大学通り店（2015年8月20日閉店）から移転。
- TSUTAYA 聖蹟桜ヶ丘店[5] - 2009年12月開店[1]。2023年12月30日閉店[33]。